# Puebla del Palmar
Puebla del Palmar är en ort i Mexiko.   Den ligger i kommunen Fresnillo och delstaten Zacatecas, i den centrala delen av landet, 600 km nordväst om huvudstaden Mexico City. Puebla del Palmar ligger 2 062 meter över havet och antalet invånare är 190.
Terrängen runt Puebla del Palmar är en högslätt. Runt Puebla del Palmar är det ganska glesbefolkat, med 38 invånare per kvadratkilometer. Närmaste större samhälle är Fresnillo, 19,7 km söder om Puebla del Palmar. Omgivningarna runt Puebla del Palmar är i huvudsak ett öppet busklandskap.